# Zoppe Voskuhl
Zoppe Voskuhl (* 5. Februar 1955 in Rhauderfehn; † 20. Oktober 2019 in Berlin) war ein deutscher Maler, Grafiker und Bildhauer.

## Leben
Zoppe Voskuhl war das zweite von drei Kindern. Er wuchs in Langholt in Ostfriesland auf. Schon als Kind zeichnete und malte er leidenschaftlich. Neben Zeichenpapier bemalte er auch Zeitungsränder, Buchseiten, Milchkannen und Ostereier, die er dann in der Nachbarschaft verkaufte.
1973 begann er eine Lehre als Schriftsetzer. Unabhängig vom Ausbildungsbetrieb legte er die Gesellenprüfung erfolgreich ab. Zunächst arbeitete er als Tagelöhner im Emder Hafen und absolvierte auf dem zweiten Bildungsweg die Hochschulreife. Von 1978 bis 1984 studierte er Malerei an der Hochschule für Gestaltung Bremen und schloss mit Auszeichnung ab. 1983 erhielt er den Bremer Förderpreis. Während der Studienzeit entwarf und bemalte er zur Finanzierung seines Lebensunterhaltes Fahrgeschäfte.
Bis 1988 wirkte Voskuhl freischaffend in Bremen, anschließend lebte und arbeitete er in Paris, bis er 1991 nach Hannover-Linden ging. Dort hatte er sein Atelier in der ehemaligen Bettfedernfabrik „Faust“. Ab 1995 pendelte er zwischen Hannover und Berlin, wo er bis zu seinem Lebensende lebte und arbeitete. Sein Atelier war lange Zeit in der Reichenberger Straße in Kreuzberg. Spätere Arbeitsstätten befanden sich in der Knesebeckstraße in Berlin-Charlottenburg und kurzzeitig in Eichwalde.
Voskuhl war von 1992 bis 2001 mit Frauke Voskuhl, geborene Graepel, verheiratet; das gemeinsame Kind wurde 1992 geboren.  Aus der 2019 beendeten Beziehung mit der Schriftstellerin Anna Hoffmann ging 2008 ein Sohn hervor.

## Werk
Zoppe Voskuhls künstlerischer Nachlass wird von seinen Kindern Kat Voskuhl und Jakob August Hoffmann verwaltet. Ein Teil seines Werkes ging im Sommer 2019 als Vorlass in die öffentliche Sammlung des Kunsthauses Leer und wird dort bewahrt, wissenschaftlich aufgearbeitet und der Öffentlichkeit in Ausstellungen zugänglich gemacht.
Das Œuvre umfasst Ölbilder, Zeichnungen, Grafik, Skulpturen und Buchkunst (Originale Einzelausgaben, limitierte Editionen in der Corvinus Presse, MailArt Projekte, originalgraphische Künstlerzeitschriften wie Body and Soul und Entwerter/Oder).
Er schuf für den Medienpreis des Bremer Hörkinos die Bronzefigur „Rüdi hört“.
Zoppe Voskuhl arbeitete vorrangig in den drei Werkgruppen: „Rüdibilder“, „Neubilder“ und „Braunbilder“. Die vierte Werkgruppe bilden die „Direktbilder“.
Bei den „Rüdibildern“ handelt es sich um eine Kunstfigur, gekennzeichnet durch einen kleinen Körper und einen großen Kopf, stellt die Personage für narrativ aufgefasste Darstellungen. Die Arbeiten schildern und reflektieren den Menschen in seinen Bedingungen, seinen Befindlichkeiten und seinen Paradoxien und thematisieren immer auch das jeweilige Medium an sich. Diese Werkgruppe wurde 1994 begonnen.
Die Bildserie der „Braunbilder“ wird zusammengefasst durch eine dunkeltonige Farbigkeit. Die Realisierungen dieser Arbeiten reichen von einer gestisch gestimmten Auffassung bis zu naturalistischen Abbildungen. Dargestellt sind heroisch gestimmte Figurationen in illusionistisch meist unbestimmten, sich in reine Farbmalerei auflösenden Räumen. Der Kern dieser Werkgruppe wurde 1988–2020 erarbeitet.
In den klassisch und narrativ aufgefassten „Neubildern“, die in heller, leuchtender Farbigkeit gehalten sind, korrespondieren oft große kleinköpfige Figuren mit überdimensionalen Vasen. Weitere wiederkehrende Motive zeigen Baumträger, Bootfahrende, Rastenden, Wassertragende, oft feierlich, mitunter schwelgend oder stumpfsinnig und genügsam. Die tradierten Gattungen: Landschaftsbild, Genrebild und Stillleben werden hier malerisch thematisiert und hinterfragt.

## Einzelausstellungen (Auswahl)
- 1987: Galerie im Hofmeierhaus, Bremen
- 1987: Kunstverein Osterholz-Scharmbeck
- 1995: Kunstkreis Hameln
- 1995: Kunst im Bahnhof, Springe
- 1997, 2000: Kunstverein Friedrichsstadt, Berlin
- 1998: Landkreis Hannover, Kreishaus
- 2000: Städtische Galerie Lehrte
- 2001: Debis, Berlin
- 2003: Kunstverein Zollhaus, Leer
- 2009: Große Männer klein gehackt. Galerie La Girafe, Berlin/Brüssel
- 2009: St.-Jacobi-Kirche, Berlin
- 2009: Skulpturenpark Katzow
- 2010: Alle schönen guten Dinge. Rüdi-, Neu- und Braunbilder. Museum Kulturstiftung Schloss Britz, Berlin[10]
- 2010: Kunstverein Norden; Kunstverein Kaponier Vechta; Kunstverein Essenheim
- 2010: Kulturforum Rheinhessen
- 2012: Jagdschloss Grunewald (mit Christiane Stohmann), Berlin
- 2013: Alles Rüdi, Halle LINX, Berlin
- 2019: Schönzeit, in Bunde